# XAI (기업)
xAI로 사업을 하고 있는 X.AI Corp.는 일론 머스크가 2023년 3월 설립한 인공지능(AI) 분야의 미국 스타트업 컴퍼니이다. 이 회사의 목표는 '우주의 본질을 이해하는 것'이다.

## 역사
2015년 머스크는 비영리 AI 연구 회사인 OpenAI의 창립 이사회에 합류했다. 그는 OpenAI에 최대 10억 달러를 투자하겠다고 약속했지만 AI 안전에 대한 의견 차이로 인해 경영권 인수 입찰이 실패하자 2018년 이사회에서 물러났다.
xAI는 2023년 3월 9일 네바다에서 머스크에 의해 설립되었으며 이후 캘리포니아주 샌프란시스코 베이 지역에 본사를 두고 있다. 이전에 구글의 딥마인드 부서 출신이었던 이고르 바부쉬킨(Igor Babuschkin)은 머스크에 의해 수석 엔지니어로 채용되었다.
머스크는 2023년 7월 12일 xAI의 형성을 공식 발표했다. 그는 날짜(7 + 12 + 23 = 42)를 더글러스 애덤스의 은하수를 여행하는 히치하이커를 위한 안내서에 연결시켰다. 인생, 우주, 그리고 모든 것에 대한 질문은 42이다. 그리고 이를 "우주를 이해하는 것"이라는 회사의 사명에 연결시켰다.
2004년 7월 기준 xAI에는 100명 정도의 직원들이 근무한다. 이 가운데 10% 이상이 테슬라 출신이다.

## 제품
xAI의 명시된 목표는 "우주의 진정한 본질을 이해하는 것"이지만, 즉각적인 목표 중 하나는 현재 모델에서는 볼 수 없는 고급 수학적 추론이 가능한 AI를 만드는 것이다.
2023년 11월 4일 xAI는 X와 통합된 AI 챗봇인 Grok을 공개했다. 베타가 종료되면 이 봇은 X의 Premium+ 구독자에게만 제공된다.